# Heinrich-Wilhelm Johannsmann
Heinrich-Wilhelm Johannsmann (Gütersloh-Elbersloh, 23 de diciembre de 1951-Steinhagen, 19 de mayo de 2023) fue un jinete alemán que compitió en la modalidad de salto ecuestre. Ganó una medalla de plata en el Campeonato Europeo de Saltos Ecuestres de 1979, en la prueba por equipos.

## Palmarés internacional
| Campeonato Europeo | Campeonato Europeo      | Campeonato Europeo | Campeonato Europeo |
| Año                | Lugar                   | Medalla            | Categoría          |
| ------------------ | ----------------------- | ------------------ | ------------------ |
| 1979               | Róterdam (Países Bajos) | Medalla de plata   | Por equipos        |